# Roemeense Nationale Partij
De Roemeense Nationale Partij (Roemeens: Partidul Naţional Român, PNR), oorspronkelijk Roemeense Nationale Partij van Transsylvanië en het Banaat (Roemeens: Partidul Naţional Român din Transilvania şi Banat), was een Roemeense politieke partij.

## Geschiedenis

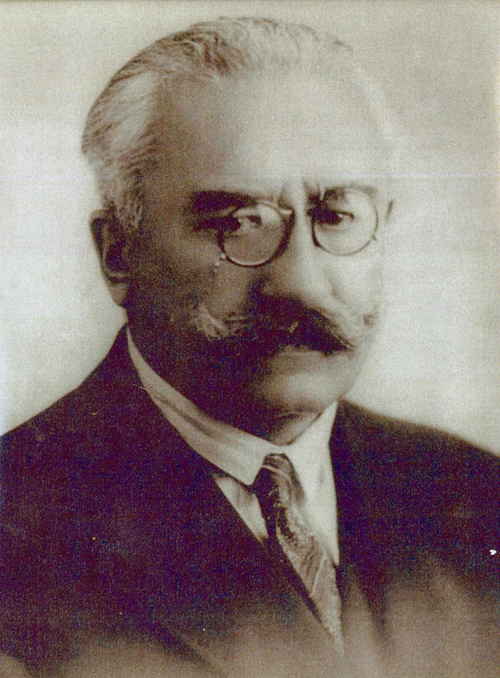
Alexandru Vaida-Voevod, premier voor de PNR van 1919 tot 1920

De PNR werd op 12 mei 1881 opgericht als fusie van de Roemeense Nationale Partij van Transsylvanië (Partidul Național al Românilor din Banat din Transilvania) van Ilie Măcelariu en de Nationale Partij van Roemenen in het Banaat en Hongarije (Partidul Național al Românilor din Banat și Ungaria) van Alexandru Mocioni, beiden opgericht in 1869 (twee jaar na de Ausgleich). De PNR was fel gekant tegen de magyarisatiepolitiek van de regering in Boedapest en men wilde het herstel van de autonomie van het vorstendom Transsylvanië binnen de Dubbelmonarchie Oostenrijk-Hongarije. De leiders van de PNR wilden geen vereniging met Roemenië. Een ander belangrijk programmapunt van de PNR was een uitbreiding van het kiesrecht (de meeste Roemenen in het Hongaarse deel van Oostenrijk-Hongarije hadden geen kiesrecht, sterker nog, slechts een kleine toplaag Hongaren bezat stemrecht) om zo de positie van de Roemenen in het Hongaarse deel van Oostenrijk-Hongarije te versterken. Het partijprogramma was liberaal.
De meeste van de leiders van de PNR waren Grieks-Katholiek. Sinds 1791 moedigden de keizers de bekering van Roemenen tot het Grieks-Katholicisme toe. In ruil daarvoor kregen zijn burgerrechten. Het merendeel van de Roemenen in Transsylvanië bleef echter Roemeens-Orthodox. De Grieks-Katholieke minderheid verkreeg echter enige politieke invloed en werden bevoordeeld.
In 1892 stelden vooraanstaande PNR-leiders, zoals Ioan Rațiu, Gheorghe Pop de Băsești, Eugen Brote, Vasile Lucaciu en anderen, het Transsylvaanse Memorandum op dat zij aanboden aan de keizer waarin de PNR leiders o.a. gelijke rechten voor de Roemenen in Transsylvanië eisten. De schrijvers van het Memorandum werden gearresteerd en in 1894 veroordeeld tot gevangenisstraffen. In 1895 verkregen zij echter, dankzij bemiddeling van koning Carol I van Roemenië, amnestie. Veel PNR'ers en andere Roemenen in Oostenrijk-Hongarije waren er echter nu van overtuigd dat Transsylvanië zich moest verenigen met Roemenië, maar de partijleiding bleef verdeeld.
De relaties tussen de regering in Boedapest en de PNR werden als gevolg van het memorandum, nog slechter. Ook de relaties tussen de PNR en met de Servische en Slowaakse verslechterden. De PNR hoefde ook op weinig steun van de regering in Boekarest te rekenen, daar koning en regering aldaar veel waarde hechtten aan goede nabuurschap met Oostenrijk-Hongarije. Positief aan de goede relaties tussen Roemenië en Oostenrijk-Hongarije was echter wel dat er culturele uitwisseling tussen de Roemenen in Transsylvanië en de Roemenen in Roemenië mogelijk werd gemaakt.
Tijdens de laatste jaren van de Dubbelmonarchie raakte de partij verdeeld in diverse facties. Er ontstond een factie die streefde naar vereniging van Transsylvanië met het Koninkrijk Roemenië geleid door Octavian Goga en Vasile Lucaciu, een factie die een afwachtende houding aannam onder leiding van Iuliu Maniu en een factie onder Aurel Popovici die streefde naar federale Donaumonarchie zoals verwoord werd door aartshertog Frans Ferdinand. Over één waren de leiders van de PNR het roerend eens: Er moesten grote veranderingen plaatsvinden.

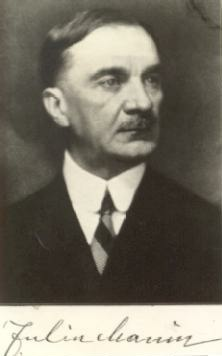
Iuliu Maniu, voorzitter van de PNR van 1919 tot 1926

In 1905 besloot de PNR voor het eerste mee te doen met de verkiezingen voor het Hongaarse parlement. Voor die tijd weigerde de PNR mee te doen met de verkiezingen daar zij de Ausgleich van 1867 niet erkende. In 1906 namen de gekozen leden van de PNR zitting in het parlement. De PNR was een van de twee etnisch Roemeense partijen in het Hongaarse parlement - de andere was de Sociaaldemocratische Partij van Transsylvanië en het Banaat van Vasile Goldiș.
In 1913 stelde de nieuwe Hongaarse premier, István Gröf Tisza voor om te gaan onderhandelen over de positie van de Roemenen in Hongarije, maar door het uitbreken van de Eerste Wereldoorlog (juli 1914) bleven deze onderhandelingen uit.

## De PNR als partij inRoemenië
In 1916 deed Roemenië zijn intrede in de Eerste Wereldoorlog aan de zijde van de Entente mogendheden en was dus in oorlog met Oostenrijk-Hongarije. Roemenië zag het als een van zijn oorlogsdoelen om Transsylvanië en het Banaat bij Roemenië te voegen. De Transsylvaanse Roemenen twijfelden over hun loyaliteit ten opzichte van de  Habsburgse monarchie. In oktober/november 1918 stortte het Habsburgse rijk ineen. Alexandru Vaida-Voevod van de PNR las op 18 oktober 1918 een op 12 oktober door het uitvoerende comité van de PNR opgestelde resolutie voor in Hongaarse parlement waarin het recht op zelfbeschikking voor de Transsylvaanse Roemenen werd geëist. In Arad werd op 3 november 1918 een door de PNR en de Sociaaldemocratische Partij van Transsylvanië en het Banaat gedomineerde gevormd. Deze Raad verklaarde op 1 december, gesteund door de Zevenburger Saksen, in Alba Iulia dat Transsylvanië zich zou verenigen met het Koninkrijk Roemenië. Op 24 december ondertekende koning Ferdinand I van Roemenië het decreet over de unie van Transsylvanië met Roemenië.
Na de vereniging werd de PNR een Roemeense partij. Voor de Roemeense parlementsverkiezingen van november 1919, de eerste in Groot-Roemenië, wijzigde de partij haar naam in Roemeense Nationale Partij (Partidul Național Român). De PNR won de verkiezingen glansrijk en versloeg de Nationaal-Liberale Partij (PNL) van Ion I.C. Brătianu, Roemenië's premier tijdens de Eerste Wereldoorlog. De PNR verkreeg 199 van de 474 zetels in het parlement. Op 9 december 1919 benoemde koning Ferdinand Alexandru Vaida-Voevod tot premier van een hervormingskabinet van de PNR en de Boerenpartij (PȚ). De voorgestelde hervormingen van deze regering (waaronder een radicale landhervorming) vielen niet in goede aarde bij de koning en Brătianu. De koning en Brătianu waren wel voorstanders van hervormingen, maar dan van gematigde hervormingen. De koning ontsloeg Vaida-Voevod en benoemde generaal Alexandru Averescu van de populistische Volkspartij (PP) in april 1920 tot premier. Averescu werd gesteund door de koning en Brătianu's PNL.
Later werd Brătianu premier. Hij maakte, dik tegen de zin van de Hongaarse minderheid, een einde aan de autonomie van Transsylvanië en voerde in 1923 een nieuwe grondwet door die zeer centralistisch was. De PNR was tegen beide maatregelen, maar slaagde er niet in om een krachtige oppositie te voeren.

## Fusie met deBoerenpartij
De verkiezingen van 1920 en 1922 verliepen slecht voor de PNR: respectievelijk 34 en 25 zetels. In 1925 poogde koning Ferdinand de PNR en de PNL tot een fusie te bewegen, hetgeen echter niet lukte. Het kwam in 1925 wel tot een kortstondige fusie tussen de PNR en de Nationaaldemocratische Partij (PND) van Nicolae Iorga, maar deze werd al snel ongedaan gemaakt. (Iorga was in de korte periode na de fusie zelfs erevoorzitter van de PNR). In hetzelfde jaar ging wel een deel van de Volkspartij (PP) van Averescu onder leiding van Constantin Argetoianu over naar de PNR.
In 1926 ging de PNR een verkiezingsalliantie met de Boerenpartij (Partidul Țărănesc) van Ion Michalache. De PNR-PȚ verkreeg bij de verkiezingen van 1926 69 zetels en werd de tweede partij na de Volkspartij. Een koninklijk prerogatief voorkwam een coalitie van de PP met de PNR-PȚ. Generaal Averescu vormde een kabinet en werd gesteund door de PNL.
Op 10 oktober 1926 fuseerden de PNR en de PȚ formeel en vormden de Nationale Boerenpartij (Partidul Național Țărănescu, PNȚ) die werd geleid door Iuliu Maniu. Samen met de PNL bepaalde PNȚ tot vestiging van koning Carol II's autoritaire bewind in 1938 (de zgn. "Koninklijke Dictatuur") het politieke landschap in Roemenië.

## Lijst van voorzitters
| Voorzitter              | termijn     |
| ----------------------- | ----------- |
| Nicolae Popea           | 1881 - 1882 |
| Partenie Cosma          | 1882 - 1883 |
| George Bariț            | 1884 - 1888 |
| Ioan Rațiu              | 1889 - 1890 |
| Vicențiu Babeș          | 1890 - 1891 |
| Ioan Rațiu              | 1892 - 1902 |
| Gheorghe Pop de Băsești | 1903 - 1919 |
| Iuliu Maniu             | 1919 - 1926 |

## Verwijzingen
1. ↑  Ook wel Roemeense Nationale Partij van Zevenburgen en het Banaat genoemd
2. ↑  Transsylvanië had tot 1848 enige autonomie als erfvorstendol en was nauw verbonden met Oostenrijk (Cisleithanië)
3. ↑  Maniu was adviseur van aartshertog Frans Ferdinand en steunde aanvankelijk diens ideeën voor een Donaufederatie. Na diens door (1914) nam hij een meer afwachtende houding aan.
4. 1 2  14-18, De Eerste Wereldoorlog, band 5, blz. 1608 (1976), hoofdred. Dr. R.L. Schuursma